# 十一鬍子月

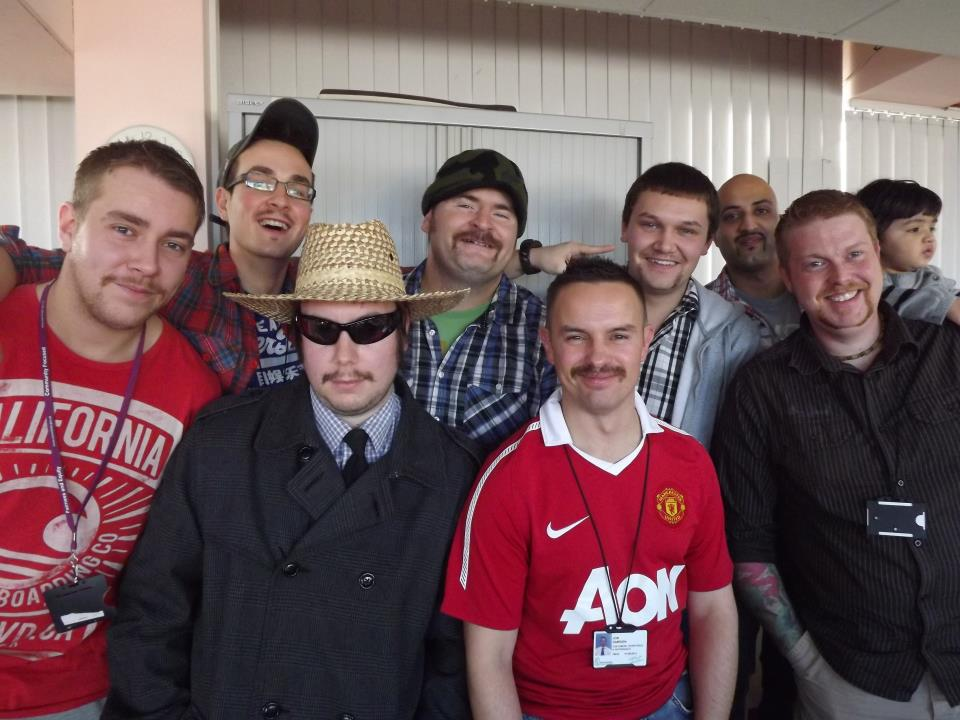
为十一胡子月蓄须的男性们

十一鬍子月（英語：Movember），是一個每年11月舉行的全球性慈善活動，志在呼籲社會各界關注男士健康，尤其前列腺癌、睪丸癌和憂鬱症等健康問題。

## 詞源
Movember是一個合併字，源自鬍鬚（Moustache）和11月（November）兩個英文字。活動最初於2004年在澳洲墨爾本由一個為數30人的組織發起，他們於11月的30日內不剃鬍子，藉以提升社會對睪丸癌和憂鬱症的關注。